# Lippels Traum (1991)
 Lippels Traum ist ein deutscher Kinderfilm aus dem Jahr 1991 von Monika Aubele. Das Drehbuch schrieb Maria Theresa Wagner nach dem gleichnamigen Roman von Paul Maar. Die Uraufführung fand am 26. Januar 1991 beim Filmfestival Max Ophüls Preis statt.
Eine Neuverfilmung unter gleichem Namen gab es 2009.

## Handlung
Der zehnjährige Philipp, genannt Lippel, muss eine Woche lang wegen einer Dienstreise seiner Eltern allein zu Hause bleiben und wird währenddessen von Frau Jakob, die als Haushälterin und Kindermädchen engagiert wurde, betreut werden, mit ihr kommt er jedoch überhaupt nicht zurecht und als sie ihm auch noch sein Märchenbuch wegnimmt, träumt Lippel die Handlung einfach weiter.
Zur gleichen Zeit kommen auch zwei neue türkische Schüler in Lippels Klasse, mit denen er sich anfreundet, und die sogar in seinem Traum eine wichtige Rolle spielen. Das Mädchen heißt Hamide und ihr älterer Bruder, der kaum Deutsch spricht, hört auf den Namen Arslan. In Lippels Traumwelt werden die beiden zu Prinz Asslam, der ein Schweigegelübde abgelegt hat, und zu seiner Schwester, Prinzessin Hamide. Selbst der streunende Hund, den Lippel Muck ruft, spielt im Traum eine Rolle. Frau Jakob jedoch ist im Traum die böse, intrigante Schwägerin des Sultans, die diesen dazu bewegt, seine Kinder aus einem nichtigen Anlass zu verstoßen.
Die Kinder sollen aus dem Land verbannt werden, ihre Tante jedoch will die begleitenden Wächter dazu bringen, sie unterwegs zu töten. Während eines Sandsturms gelingt es den drei Kindern, ihren Wächtern zu entkommen, und sie kehren verkleidet in ihre Heimatstadt zurück. Dort sehen sie sich aber einer Reihe von Gefahren ausgesetzt, bevor es ihnen gelingt, zum reumütigen Sultan in den Palast vorzudringen.
Während die Rahmenhandlung weitergeht, entwickelt sich auch der Fortsetzungstraum weiter. Als Lippels Eltern am Ende vorzeitig nach Hause kommen und Frau Jakob verärgert abreist, beschließen diese gemeinsam mit Lippel den Traum zu Ende zu erzählen. Lippel träumt den Traum dann zu Ende: Die böse Tante wird schließlich verbannt und der König ist froh, dass seinen Kindern nichts zugestoßen ist und belohnt alle, die Lippel und seinen Freunden geholfen haben.
Die Deutsche Film- und Medienbewertung FBW in Wiesbaden verlieh dem Film das Prädikat besonders wertvoll.